# 燃える戦場
『燃える戦場』（Too Late the Hero）は、1970年10月10日に公開されたアメリカ映画。製作は、アソシエーツ&アルドリッチ・カンパニー、パロマー、ABCピクチャーズ。配給は、20世紀フォックス。

## 概要
『特攻大作戦』の大ヒット後、同系統の作品を望む映画会社ABCの意向を受けた同作の監督ロバート・アルドリッチが、手持ちの企画の中から10年以上前にテレビシリーズとして着想したものを基に映画化したのが本作である。
撮影は1969年1月15日から同年6月27日まで、フィリピンのザビック湾近郊とロサンゼルスのアルドリッチ・スタジオで行われた。

## スタッフ
- 製作：ロバート・アルドリッチ
- 共同製作：ウォルター・ブレーク
- 製作補佐：ウィリアム・アルドリッチ
- 監督：ロバート・アルドリッチ
- 助監督：グレーソン・ロジャース
- 第二助監督：マルコルム・ハーディング
- 脚本：ロバート・アルドリッチ、ルーカス・ヘラー
- 台詞：ロバート・シャーマン
- 原案：ロバート・アルドリッチ、ロバート・シャーマン
- 撮影：ジョセフ・バイロック
- 音楽：ジェラルド・フリード
- 美術：ジェームス・バンス
- 録音：リチャード・チャーチ
- 照明：ビル・ハンナー
- 編集：マイケル・ルチアーノ
- 記録：ケン・ギルバート
- 衣装：チャールズ・ジェームス
- メイク・アップ：ウィリアム・ターナー
- 特殊効果：ヘンリー・ミラー・ジュニア

## キャスト
| 役名                    | 俳優                   | 日本語吹替 |
| ----------------------- | ---------------------- | ---------- |
| トッシュ・ハーン        | マイケル・ケイン       | 広川太一郎 |
| サム・ローソン中尉      | クリフ・ロバートソン   | 納谷悟朗   |
| 山口少佐                | 高倉健                 | 木原正二郎 |
| ジョン・G・ノーラン大佐 | ヘンリー・フォンダ     | 瑳川哲朗   |
| リーントン              | イアン・バネン         |            |
| トンプソン中佐          | ハリー・アンドリュース | 加藤精三   |
| ホーンスビー大尉        | デンホルム・エリオット |            |

- 日本語吹き替え：1975年12月14日、NETテレビ（現テレビ朝日）「日曜洋画劇場」